# Deutsche Fußballmeisterschaft der B-Junioren 2001/02
Die deutsche B-Jugendmeisterschaft 2002 war die 26. Auflage dieses Wettbewerbes. Meister wurde FC Schalke 04, das im Finale den VfB Stuttgart mit 3:1 n. V. besiegte.

## Teilnehmende Mannschaften
| Regionalliga Nord                                  | Regionalliga Nordost  | Regionalliga West                                 | Regionalliga Südwest            | Regionalliga Süd                                           |
| -------------------------------------------------- | --------------------- | ------------------------------------------------- | ------------------------------- | ---------------------------------------------------------- |
| - Meister: Hannover 96 - Vizemeister: Hamburger SV | - Meister: Hertha BSC | - Meister FC Schalke 04 - Vizemeister: 1. FC Köln | - Meister: 1. FC Kaiserslautern | - Meister: VfB Stuttgart - Vizemeister Eintracht Frankfurt |

### Viertelfinale
| Datum                      |                     | Ergebnis  |                     |
| -------------------------- | ------------------- | --------- | ------------------- |
| 16. Juni 2002 um 11:00 Uhr | Eintracht Frankfurt | 2:1 (2:0) | Hannover 96         |
| 19. Juni 2002 um 18:00 Uhr | Hannover 96         | 0:1 (0:0) | Eintracht Frankfurt |
| Gesamt:                    | Eintracht Frankfurt | 3:1       | Hannover 96         |

| Datum                      |               | Ergebnis  |               |
| -------------------------- | ------------- | --------- | ------------- |
| 16. Juni 2002 um 12:00 Uhr | Hertha BSC    | 3:2 (1:1) | FC Schalke 04 |
| 19. Juni 2002 um 17:00 Uhr | FC Schalke 04 | 5:1 (1:1) | Hertha BSC    |
| Gesamt:                    | Hertha BSC    | 4:7       | FC Schalke 04 |

| Datum                      |                      | Ergebnis  |                      |
| -------------------------- | -------------------- | --------- | -------------------- |
| 15. Juni 2002 um 16:00 Uhr | 1. FC Kaiserslautern | 1:0 (0:0) | Hamburger SV         |
| 18. Juni 2002 um 18:00 Uhr | Hamburger SV         | 4:1 (1:0) | 1. FC Kaiserslautern |
| Gesamt:                    | 1. FC Kaiserslautern | 2:4       | Hamburger SV         |

| Datum                      |               | Ergebnis  |               |
| -------------------------- | ------------- | --------- | ------------- |
| 15. Juni 2002 um 16:00 Uhr | 1. FC Köln    | 2:3 (1:1) | VfB Stuttgart |
| 18. Juni 2002 um 18:00 Uhr | VfB Stuttgart | 5:1 (1:0) | 1. FC Köln    |
| Gesamt:                    | 1. FC Köln    | 3:8       | VfB Stuttgart |

### Halbfinale
| Datum                      |                     | Ergebnis        |                     |
| -------------------------- | ------------------- | --------------- | ------------------- |
| 23. Juni 2002 um 11:00 Uhr | Eintracht Frankfurt | 3:2 (1:1)       | FC Schalke 04       |
| 30. Juni 2002 um 10:30 Uhr | FC Schalke 04       | 1:0 (1:0)       | Eintracht Frankfurt |
| Gesamt:                    | Eintracht Frankfurt | 3:3 (4:3 i. E.) | FC Schalke 04       |

| Datum                      |               | Ergebnis  |               |
| -------------------------- | ------------- | --------- | ------------- |
| 23. Juni 2002 um 15:00 Uhr | Hamburger SV  | 2:2 (1:0) | VfB Stuttgart |
| 29. Juni 2002 um 19:00 Uhr | VfB Stuttgart | 3:1 (1:0) | Hamburger SV  |
| Gesamt:                    | Hamburger SV  | 2:5       | VfB Stuttgart |

## Finale
| FC Schalke 04                                                            | FC Schalke 04 | VfB Stuttgart | VfB Stuttgart |
| ------------------------------------------------------------------------ | --- | --- | ------------- |
| FC Schalke 04                                                            | \| Samstag, 6. Juli 2002 um 15:00 Uhr in Gelsenkirchen (Glückauf-Kampfbahn) \| \| Ergebnis: 3:1 n. V. (1:1,1:0) \| \| Zuschauer: 4.000 \| \| Schiedsrichter: Nicht bekannt \|                                                          | \| Samstag, 6. Juli 2002 um 15:00 Uhr in Gelsenkirchen (Glückauf-Kampfbahn) \| \| Ergebnis: 3:1 n. V. (1:1,1:0) \| \| Zuschauer: 4.000 \| \| Schiedsrichter: Nicht bekannt \| | VfB Stuttgart |
| FC Schalke 04                                                            | Tim Grothuysen – Tim Hoogland – Christopher Seiffert, Simon Talarek, Hiannick Kamba – Stefan Nachtigall (70. Patrick Walter), Patrick Anton, Bilal Aziz – Kai Hesse – Sebastian Westerhoff, Michael Delura Cheftrainer: Manfred Dubski | Malte Bonertz – Hakan Aslantas, Marcel Schuon, Marvin Compper, Matthias Franz – Markus Kärcher (90. Raphael Schaschko) – Mario Di Biccari (51. Patrick Leschinski) – Bernd Nehrig, Christian Gentner (64. Christian Kuhn), Murat Kalkan (55. Tobias Weis), Mario Gómez Cheftrainer: Thomas Albeck | VfB Stuttgart |
| FC Schalke 04                                                            | 1:0 Sebastian Westerhoff (36.) 2:1 Michael Delura (96.) 3:1 Sebastian Westerhoff (100.) | 1:1 Markus Kärcher (68.) | VfB Stuttgart |
| Samstag, 6. Juli 2002 um 15:00 Uhr in Gelsenkirchen (Glückauf-Kampfbahn) | | |               |
| Ergebnis: 3:1 n. V. (1:1,1:0)                                            | | |               |
| Zuschauer: 4.000                                                         | | |               |
| Schiedsrichter: Nicht bekannt                                            | | |               |